# ديفيد ليثجو
ديفيد ليثجو (بالإنجليزية: David Lythgoe)‏ هو ممثل أمريكي، (و. 1880  م).

## وصلات خارجية
- ديفيد ليثجو على موقع IMDb (الإنجليزية)